# Henrique Guimarães
Henrique Guimarães (n. 9 septembrie 1972, São Paulo, São Paulo, Brazilia) este un judocan ce a reprezentat Brazilia, medaliat olimpic. A participat la 3 ediții ale Jocurilor Olimpice (1996, 2000, 2004) în care a câștigat o medalie de bronz.